# Ga Công viên công dân
Ga Công viên công dân (Khu Sáng tạo Văn hóa) (Bệnh viện Ain) (Tiếng Hàn: 시민공원(문화창작지대)(아인병원), Hanja: 市民公園(文化創作地帶)驛) là ga tàu điện ngầm của Tàu điện ngầm Incheon tuyến 2 nằm ở Juan-dong, Michuhol-gu, Incheon.

## Lịch sử
- 5 tháng 10 năm 2015: Tên ga được quyết định là Ga Công viên công dân[1]
- 30 tháng 7 năm 2016: Bắt đầu kinh doanh với việc khai trương Tàu điện ngầm Incheon tuyến 2[2]

## Bố trí ga
| Juan ↑         |
| \| N/B         |
| ↓ Chợ Seokbawi |

| Hướng Bắc | ● Incheon tuyến 2 | ← Hướng đi Juan · Seongnam · Geomam · Geomdan Oryu                         |
| Hướng Nam | ● Incheon tuyến 2 | → Hướng đi Mansu · Văn phòng Namdong-gu · Công viên lớn Incheon · Unyeon → |

## Xung quanh nhà ga
- Công viên Công dân (trước đây là Trung tâm Công dân Incheon)
- Khu sáng tạo văn hóa
- Chợ Juan
- Trung tâm mua sắm ngầm Juan-ro
- Nhà thờ Juan 1-dong